# Dual input

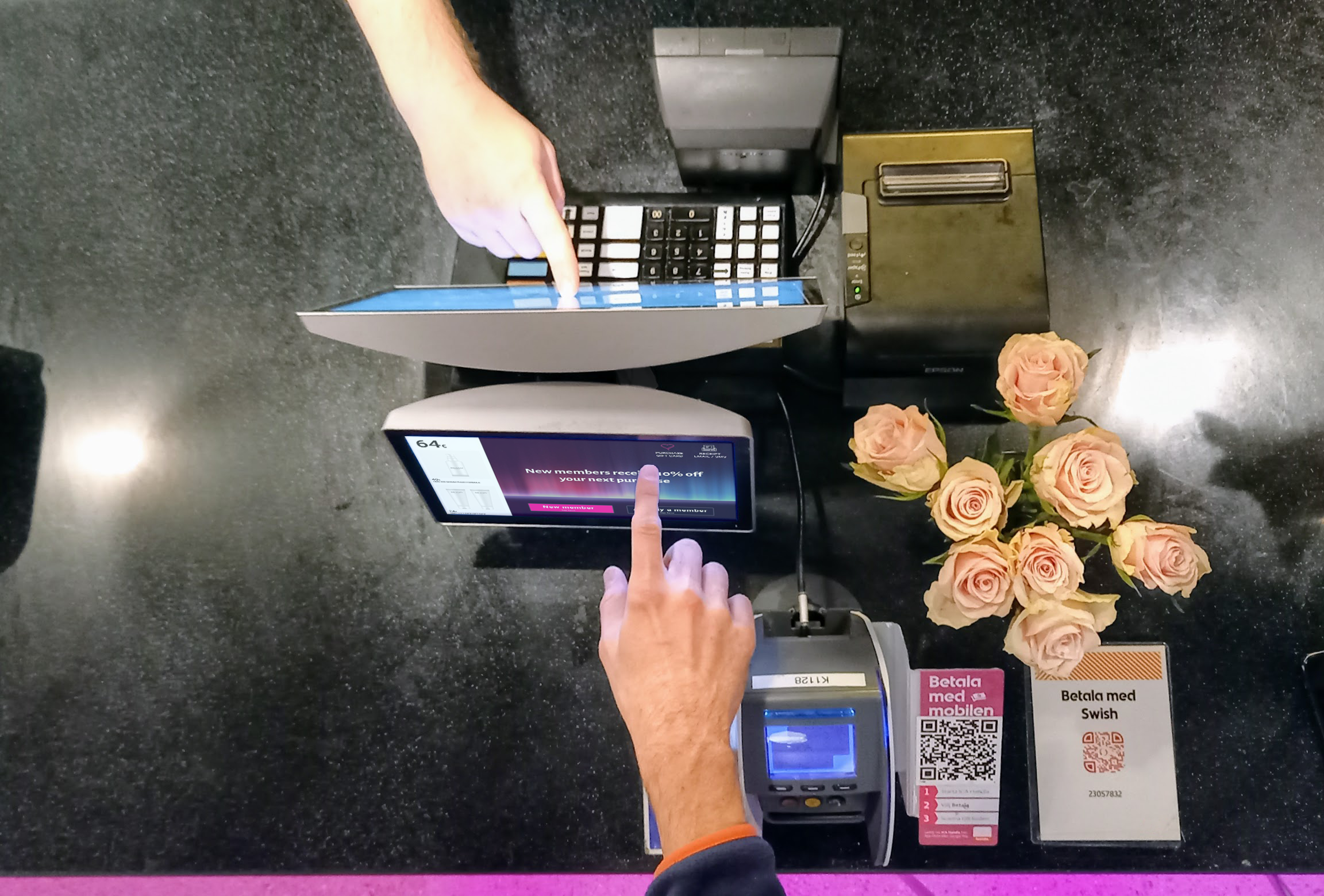
Dual input på två pekskärmar samtidigt

Dual input eller dual point user input är vanliga termer som beskriver utmaningen med "flera touch input på två enheter samtidigt".
När det finns touch inputs från två pekskärmar samtidigt kommer detta att kräva en teknisk lösning för att fungera. Detta beror på att vissa operativsystem endast tillåter en markör för att fungera. När det finns två användare, som i bildexemplet, skulle de två samtidiga touch inputs kräva två "markörer" i operativsystemet för att fungera. Om en av användarna också har en mus ansluten till sin bildskärm finns det risk för att den andra användaren skulle störa den första användaren genom att flytta på muspekaren. I bildexemplet skulle den andra displayanvändaren normalt störa huvudskärmanvändaren.
Dessa tekniska lösningar kan till exempel observeras i patentansökningar inom dual input området.  
Slutkonsumenter behöver ibland hjälp och hjälp för att få den här dual input installationen att fungera med två pekskärmar. 
Det finns dedikerade företag som arbetar med företagslösningar (B2B) för dual input.  Ett annat B2B-exempel som krävde en teknisk lösning var två 55" LCD-TV:er med var sin IR touch-overlay. Detta krävde ytterligare hjälp för att lösa den dual input på två skärmar samtidigt. 
Slutligen ser vi också ramverk för webbteknologi som lägger till stöd för dual input. Ett exempel är Smart-klienten som släppte stöd för dual input i sin mjukvara v. 12. 